# 정주시·정읍군·고창군
정주시·정읍군·고창군은 대한민국의 옛 국회의원 선거구이다. 당시 전라북도 정주시, 정읍군, 고창군 지역을 관할했다.

## 역사
1981년 7월 1일을 기해 정읍군 정주읍이 정주시로 승격되었다. 이에 따라 정읍군·고창군 선거구가 대한민국 제12대 국회의원 선거를 앞두고 정주시·정읍군·고창군 선거구로 개편되었다.
대한민국 제13대 국회의원 선거를 앞두고 선거구 제도가 중선거구제에서 소선거구제로 회귀하였다. 이에 따라 정주시, 정읍군은 정주시·정읍군 선거구를 형성하였고 고창군은 고창군 선거구를 형성하게 되면서 폐지되었다.

## 역대 국회의원
| 선거   | 정당 | 정당       | 1위 의원 | 정당 | 정당     | 2위 의원 |
| ------ | ---- | ---------- | -------- | ---- | -------- | -------- |
| 1985년 |      | 민주정의당 | 전종천   |      | 신민주당 | 유갑종   |

## 역대 선거 결과

### 대한민국 제12대 국회의원 선거
|  | 42.41% |

|  | 23.42% |

|  | 16.43% |

|  | 16.35% |

|  | 1.37% |